# قائمة المخترعين والعلماء الأمريكيين الأفارقة
قائمة العلماء والمخترعين الأمريكيين الأفارقة تُوثق العديد من الأمريكيين الأفارقة الذين ساهموا باختراعات عديدة أو قاموا باكتشافات أثناء حياتهم، سواء كانت أجهزة منزلية أو اكتشافات علمية في مجالات عديدة مثل الفيزياء أو علم الأحياء أو الرياضيات بالإضافة إلى الطب وكذلك الفضاء والعلوم النووية.
ومن بين أولئك يتقدمهم جورج واشنطن كارفر عالم الزراعة الذي زاع صيته نتيجة أبحاثه الترويجية لمحاصيل بديلة للقطن، مما ساعد في تغذية الأسر الزراعية، حيث أراد أن يقوم المزارعين الفقراء بزراعة محاصيل بديلة سواء لتكون مصدر غذائهم أو كمصدر لمنتجات آخري تُحسن من طريقة حياتهم، ومعظم نشراته العلمية الأربعة والأربعون كانت تحتوي علي 105 وصفة طعام باستخدام الفول السوداني، وقام أيضًا بتطوير وتحديث 100 منتج مصنوع من الفول السوداني ليصبح مفيدًا سواء للمنزل أو الحقل، وحصل علي العديد من الأوسمة تكريمًا لعمله وإنجازاته، من بينها قلادة سبينغارن الصادرة من الجمعية الوطنية للنهوض بالملونين.
وهنالك عالم آخر شهير هو بيرسي لافون جوليان باحث كيميائي ورائد في مجال التصنيع الكيميائي للمركبات الطبية من النباتات، وكان أول من استخلص الفيسوستيغمين بطريقة طبيعية، وكان رائدًا في المجال الصناعي للمركبات الكيميائية للهرومانات البشرية مثل الحصول علي التستوستيرون والبروجستيرون والستيرويد من الفايتوستيرول النباتي مثل الاستجيماستيرول والسيتوستيرول، وكان عمله أساسًا لصناعة أدوية الستيرويد من الكورتيزون وحبوب منع الحمل.
وهناك مثال معاصر لمخترع في العصر الحديث هو المهندس لوني جورج جونسون، حيث قام جونسون باختراع مدافع مياه تقوم بضخ المياة بقوة عالية بواسطة الهواء، وكانت الأكثر مبيعًا في الولايات المتحدة في عام 1991 و 1992، وللمهندس لوني جورج جونسون العديد من براءات الاختراعات وصلت إلى 80 براءة اختراع، ولديه أكثر من 20 اختراع آخر ينتظر الموافقة على براءة اختراعهم، وقام بتأليف العديد من النشرات العلمية حول أنظمة الطاقة في مركبات الفضاء.

## المخترعون والعلماء
| الاسم                    | العمر     | المجال                                            | الاختراعات والإنجازات | مراجع.                                                                           |
| ------------------------ | --------- | ------------------------------------------------- | --- | -------------------------------------------------------------------------------- |
| هارولد أموس              | 1918–2003 | عالم أحياء دقيق                                   | أول رئيس أمريكي أفريقي لكلية الطب في جامعة هارفارد | [ 6 ]                                                                            |
| جورج إدوارد ألكورن       | 1940–     | فيزيائي، مخترع                                    | قام باختراع طريقة لتصنيع مطياف التصوير بالأشعة السينية | [ 7 ] [ 8 ]                                                                      |
| جيميس أندروس             | 1930–1998 | عالم رياضيات                                      | قام بوضع البرهان الرابع في نظرية الزمر بالاشتراك مع مورتون كيرتز، ومازال البرهان بدون حل إلى الآن. | [ 9 ]                                                                            |
| ليونارد بايلي            | ?–1918    | مخترع                                             | سرير قابل للطي | [ 10 ]                                                                           |
| أليس بال                 | 1892–1916 | كيميائية                                          | قامت بإستخلاص زيت الكالوموجرا لعلاج مرض الجذام. | [ 11 ]                                                                           |
| بينجامين بينكير          | 1731–1806 | عالم رياضيات، فلكي، مسّاح، صانع ساعات، مؤلف، مزارع | قام بتحديد أبعاد ولاية كولومبيا (1791)، وقام بصناعة ساعة خشبية (1753) وله روايات قام بتأليفها. | [ 12 ]                                                                           |
| أوغاستين بانجايا         | 1947–     | عالم رياضيات                                      | قام بالعمل علي نظريات رياضية لها علاقة بمجموعات الأعداد | [ 13 ]                                                                           |
| جانيت إيميرسون           | 1957–     | مخترعة                                            | أول امرأة أمريكية أفريقية تحصل علي براءة اختراع خاصة ببرنامج حاسوبي خاص بالتتبع. | [ 14 ]                                                                           |
| باتريكا باث              | 1942–     | طبيبة عيون                                        | أول امرأة أمريكية أفريقية تحصل علي براءة اختراع طبية، وكان اختراعها يخص جراحة لمرض إعتام عدسة العين، والذي أحدث ثورة صناعية في الثمانينيات، وأيضًا العلاج بواسطة تقنية الموجات الفوق صوتية. | [ 15 ] [ 16 ] [ 17 ]                                                             |
| أندرو بيرد               | 1849–1921 | مخترع، حداد ونجار ومزارع                          | قام باختراع جهاز خاص بالسيارات وحصل له علي براءة اختراع. | [ 18 ]                                                                           |
| إيرل بيل                 | 1977–     | مصمم صناعي ومخترع ومعماري                         | قام بتصميم كرسي ذو جلد منزلق وجهاز عرض كمي | [ 19 ] [ 20 ] [ 21 ]                                                             |
| مريم بنجامين             | 1861–1947 | مخترعة ومعلمة                                     | اخترعت كرسي خاص بالفنادق، وثاني امرأة أمريكية أفريقية تحصل علي براءة اختراع. | [ 22 ]                                                                           |
| ليونايدس بيري            | 1902–1995 | طبيب                                              | رائد في طب الجهاز الهضمي | [ 23 ]                                                                           |
| ألبيرت ريد               | 1927–1985 | عالم رياضيات، عالم إحصائيات                       | باحث في سلسلة ماركوف ونظرية الاحتمالات. | [ 24 ]                                                                           |
| كيث بلاك                 | 1957–     | جراح أعصاب                                        | باحث وجراح في أورام المخ | [ 25 ] [ 26 ]                                                                    |
| دافيد بلاكويل            | 1919–2010 | عالم رياضيات، عالم إحصائيات                       | أول من اقترح نموذج بلاكويل تشانيل في نظرية الترميز وعلم المعلومات | [ 27 ]                                                                           |
| هنري بلير                | 1807–1860 | مخترع                                             | ثاني أمريكي أفريقي يحصل علي براءة اختراع بخوص شمعة احتراق المحركات. | [ 28 ] [ 29 ]                                                                    |
| كوابينا بوهين            | 19xx–     | مهندس حيوي                                        | اخترع شبكية من السيلكون قادرة علي معالجة الصور مثل الشبكية الحقيقة | [ 30 ] [ 31 ]                                                                    |
| سارة بون                 | 1832–1905 | مخترعة                                            | طاولة للكيّ يسمح بكيّ أكمام الملابس النسائية بسهولة وكفاءة. | [ 32 ] [ 33 ] [ 34 ]                                                             |
| إدوارد بوشيت             | 1852–1918 | فيزيائي                                           | أول إفريقي أمريكي يحصل علي الدكتوراة في أي مجال، حيث حصل علي الدكتوراة في الفيزياء من جامعة ييل في عام 1876 |                                                                                  |
| جيمس باومان              | 1923–2011 | طبيب                                              | طبيب شرعي وعالم وراثة في جامعة شيكاغو برتزكر مدرسة الطب، وأول استاذ من أصول أفريقية في جامعة شيكاغو في قسم العلوم البيولوجية | [ 35 ] [ 36 ]                                                                    |
| أوتيس بويكن              | 1920–1982 | مخترع، مهندس                                      | وحدة تحكم صناعية خاصة لتنظيم ضربات القلب | [ 37 ] [ 38 ] [ 39 ]                                                             |
| إيلمو برادي              | 1884–1966 | كيميائي                                           | قام بنشر ثلاث ملخصات علمية في العلوم وتعاون في نشر ورقة علمية في جريدة الكيمياء الهندسية والصناعية. | [ 40 ]                                                                           |
| هيرمان برانسون           | 1914–1995 | فيزيائي، مُدرس                                     | باحث في هيكلة البروتين | [ 41 ] [ 42 ]                                                                    |
| تشارليز بروكس            | 1865– ?   | مخترع                                             | شاحنة تكنس الشوارع وأحد أنواع خرامة الورق. |                                                                                  |
| هينري براون              | 1832– ?   | مخترع                                             | اخترع خزنة الحريق | [ 43 ]                                                                           |
| أوسكار براون             | 18xx– ?   | مخترع                                             | حصل علي براءة اختراع في تحسين حدوة الفرس |                                                                                  |
| جون ألبيرت بير           | 18xx– ?   | مخترع                                             | براءة اختراع في شفرة جزازة العشب. | [ 45 ]                                                                           |
| ويليام كاردوزو           | 1905–1962 | طبيب أطفال                                        | له أبحاث في مرض فقر الدم المنجلي حيث نشر بحث له في أكتوبر 1937 وبعضًا من اكتشافاته مازالت صالحة حتي الآن. |                                                                                  |
| بن كارسون                | 1951–     | طبيب أطفال جراح أعصاب                             | جراحة المخ والأعصاب للأطفال في جامعة هوبكنز، أول جراح قام بنجاح بفصل توأمين ملتصقين من الجبهة | [ 46 ]                                                                           |
| جورج واشنطن كارفر        | 1865–1943 | عالم زراعي                                        | اكتشف مئات الاستخدامات لخضروات وفواكه لم تكن تُستخدم قبل ذلك وعلي رأسها الفول السوداني | [ 47 ] [ 48 ] [ 49 ] [ 50 ]                                                      |
| تشارلز وارد شبيل         | 1872–1941 | رجل أعمال ورائد في مجال الطيران                   | قام بتصميم طائرة قادرة علي الطيران لمسافات طويلة، الأمريكي الأفريقي الوحيد الذي عرض طائرته في المعرض الصناعي الجوي الأول في 1911 الذي أُقيم بالتزامن مع معرض السيارات في جراند سينترال في مدينة مانهاتن في نيويورك، ورئيس شركة الاتحاد الأفريقي                                                        | [ 51 ] [ 52 ] [ 53 ]                                                             |
| إيميت شبيل               | 1925–     | عالم وباحث                                        | مساهمات قيمة في مجالات عديدة في الطب وعلم الأحياء و الكيمياء الفلكية |                                                                                  |
| مامي كلارك               | 1914–2005 | طبيبة نفساني                                      | أجري تجارب في الأربعينيات لدراسة سلوك الأطفال نحو العِرق. |                                                                                  |
| كينيث كلارك              | 1917–1983 | طبيب نفساني                                       | أول رئيس أسود للجمعية الأمريكية للطب النفسي | [ 54 ]                                                                           |
| ديفيد كروسويت            | 1898–1976 | باحث هندسي                                        | حصل علي أكثر من 40 براءة أختراع في أمريكا في مجال بالتدفئة و التهوية وتكييف الهواء |                                                                                  |
| جيميس نيك كيرتز          | 1935-     | كيميائي                                           | | براءة اختراع من المكتب الأمريكي للتوثيق تحت رقم #3609467 و #3547423 وبراءات آخرى |
| جون دابري                | 1980–     | فيزيائي حيوي                                      | خبير في سريان أسراب قناديل البحر ومصمم مزرعة الرياح ذات المحاور الرأسية المستواحة من تجمعات أسراب الأسماك |                                                                                  |
| ماري ماينارد دالي        | 1921–2003 | كيميائية                                          | أول أمرأة أمريكية أفريقية تحصل على الدكتوراة في الكيمياء |                                                                                  |
| مارك دين                 | 1957–     | عالم حاسوب                                        | قاد فريقًا قام بتطوير الإيزا، وترأس فريق تصميمي كان مسئولًا عن تصميم أول كمبيوتر ذو وحدة معالجة مركزية بحجم جيجا هيرتز. | [ 55 ] [ 56 ] [ 57 ]                                                             |
| تشارلز درو               | 1904–1950 | باحث طبي                                          | قام بتطوير تقنيات حديثة لتخزين الدم |                                                                                  |
| بول دو تشيلو             | 1831–1903 | عالم حيوان، مستكشف                                | مستكشف وأول مقيم حديث في أوروبا يؤكد وجود الغوريلا، ولاحقًا أكد وجود الأقزام الأفارقة، أمه من أصول أفريقية (مولاتو) ولكنهم استقروا في أمريكا واعتبرها دولته بالتبني. |                                                                                  |
| آني إيزلي                | 1933–2011 | عالم حاسوب                                        | عمل في مركز أبحاث لويس الخاص بناسا وفي اللجنة الاستشارية الوطنية للملاحة الجوية | [ 59 ] [ 60 ]                                                                    |
| كليرنس إيليز             | 1943–     | عالم حاسوب                                        | أول أفريقي أمريكي يحصل علي الدكتوراة في علوم الحاسب، اختراع برنامج حاسوبي لشركة بارك | [ 61 ] [ 62 ]                                                                    |
| بيسي إيزروها             | 1972–     | مهندس سيارات                                      | سائق ومهندس لسيارات السباق |                                                                                  |
| لويد نويل فيرجسون        | 1918–2011 | كيميائي، محاضر                                    | أول من حصل علي دكتوراة في الكيمياء من جامعة كاليفورنيا (بركلي) | [ 63 ] [ 64 ] [ 65 ]                                                             |
| رولاند فراير             | 1977–     | عالم إقتصاد، عالم اجتماع، عالم إحصاء              | دراسات عدم المسواة |                                                                                  |
| سيلفيستر جيمس جيتز       | 1950–     | عالم فيزياء نظرية                                 | عمل علي التناظر الفائق والجاذبية الفائقة ونظرية الأوتار الفائقة | [ 66 ] [ 67 ]                                                                    |
| سارة إليزابيث غود        | 1855–1905 | مخترع                                             | أول امرأة من أصل أفريقي تحصل علي براءة اختراع، باختراعها سرير عبارة عن كابينة | [ 68 ] [ 69 ]                                                                    |
| جون جيلبرت               | 1969–     | عالم حاسوب                                        | تكريمًا لإنجازاته؛ فقد حصل علي القلادة الرئاسية لأول مرة في جامعة كليمسون |                                                                                  |
| جورج جرانت               | 1846–1910 | طبيب أسنان                                        | أول أستاذ من أصل إفريقي في جامعة هارفارد، طبيب أسنان في بوسطن. | [ 70 ]                                                                           |
| جوزيف جريفز              | 1955–     | عالم أحياء تطوري                                  | | [ 71 ] [ 72 ] [ 73 ]                                                             |
| كيفين جرينوف             | 1956–     | مهندس نووي                                        | | [ 74 ]                                                                           |
| بيسي بلونت جريفين        | 1914–2009 | معالجة فيزيائي، مخترعة                            | جهاز تغذية ذاتي لمبتوري الأطراف | [ 75 ] [ 76 ]                                                                    |
| لويد هال                 | 1894–1971 | كيميائي                                           | |                                                                                  |
| جيميس هاريس              | 1932–2000 |                                                   | قام بالمشاركة في إكتشاف عنصر الرذرفورديوم وعنصر الدوبنيوم في مختبر لورانس ليفرمور الوطني | [ 77 ]                                                                           |
| والتر لينكولن هوكينز     | 1911–1992 | عالم                                              | مخترع في مختبرات بل | [ 78 ]                                                                           |
| جون هودج                 | 1914–1996 | كيميائي                                           | |                                                                                  |
| كيري هولي                | 1954–     | عالم وباحث في الحاسوب                             | مؤسس شركة برمجيات |                                                                                  |
| إيريك جارفيس             | 19xx–     | جراح أعصاب                                        | عالم أعصاب في جامعة ديوك | [ 79 ] [ 80 ] [ 81 ]                                                             |
| إسحاق جونسون             | 18xx– ?   | مخترع                                             | براءة اختراع لإدخال تحسينات على هيكل الدراجات، وتحديدًا إمكانية تخزينها بشكل مُدمج | [ 82 ]                                                                           |
| لوني جونسون              | 1949–     | مهندس ميكانيكا، مهندس نووي، مخترع                 | حاصل علي أكثر من 80 براءة اختراع، قام باختراع مدفع المياه أثناء أبحاثه في انتقال الطاقة الحرارية في المحركات، وعمل في ناسا | [ 5 ] [ 83 ] [ 84 ] [ 85 ]                                                       |
| فريدريك مكينلي جونز      | 1893–1961 | مخترع                                             | اخترع أنظمة التبريد الخاصة بالشاحنات | [ 86 ]                                                                           |
| بيرسي لافون جوليان       | 1899–1975 | كيميائي                                           | أول من استخلص الفيسوستيغمين بطريقة طبيعية، وكان رائدًا في المجال الصناعي للمركبات الكيميائية للهرومانات البشرية مثل الحصول علي التستوستيرون والبروجستيرون والستيرويد من الفايتوستيرول النباتي مثل الاستجيماستيرول والسيتوستيرول، وكان عمله أساسًا لصناعة أدوية الستيرويد من الكورتيزون وحبوب منع الحمل. | [ 87 ] [ 88 ] [ 89 ] [ 90 ]                                                      |
| إيرنيست جست              | 1883–1941 | عالم أحياء بحرية                                  | قدم وصف مبدأي وأولي للوظيفة الهيكلية لغشاء البلازما في الخلايا البيولوجية | [ 91 ] [ 92 ] [ 93 ]                                                             |
| ريك كيتليس               | 1967–     | عالم وراثة                                        | عمل في تتبع النسب الخاص بالأمريكيين الأفارقة باستخدام اختبار الحمض النووي. | [ 94 ] [ 95 ]                                                                    |
| صامويل كونتز             | 1930–1981 | باحث في الجراحة                                   | رائد في زراعة الأعضاء، قام بتأليف أكثر من 172 ورقة بحثية علمية تم نشرها. | [ 96 ] [ 97 ] [ 98 ] [ 99 ]                                                      |
| لويس لايمتير             | 1848–1928 | مخترع ورسام وخبير                                 | عمل مع أليكساندر جرهام بيل وكذلك توماس إيدسون ، وكان شاهدًا خبيرًا في دعاوي التقاضي الخاصة ببراءة اختراع المصباح الكهربائي ويُقال بأنه اخترع خزانة المياه. | [ 100 ] [ 101 ] [ 102 ] [ 103 ]                                                  |
| جيري لاوسون              | 1940–2011 | مهندس كمبيوتر                                     | مصمم فيرتشايلد تشانيل إف أول علبة قابلة للإزالة مُبرمجة لتشغيل ألعاب الفيديو | [ 104 ] [ 105 ]                                                                  |
| رافييل كارل لي           | 1949–     | جراح، مهندس كيمياء حيوية [بحاجة لمصدر]            | صاحب العديد من براءات الاختراع مثل علاج الارتجاجات والملابس الواقية |                                                                                  |
| بيبي ستيفين لينك         | 1872–1948 | كيميائية                                          | مُدرسة في جامعة غرب تينيسي |                                                                                  |
| ماري ماهوني              | 1845–1926 | ممرضة                                             | أول أمريكية من أصول أفريقية تعمل كممرضة مُحترفة وُمدربة في الولايات المتحدو. |                                                                                  |
| جان ماتزيلجير            | 1852–1889 | مخترع                                             | آلة تجميع أحذية | [ 106 ] [ 107 ]                                                                  |
| هينيري ماكباي            | 1914–1995 | كيميائي                                           | أتاحت اكتشافاته للعديد من الكيميائين الآخرين لانتاج مركبات البيروكسيد بطريقة غير مكلفة | [ 108 ] [ 109 ]                                                                  |
| إليجا ماكوي              | 1844–1929 | مخترع                                             | اخترع نموذج للتزييت الأوتوماتيكي لمحركات البخار، تعلم الكثير من المهارات المكيانيكية بعمر الخامسة عشر أثناء دراسته | [ 110 ] [ 111 ]                                                                  |
| جيميس ماكلوركين          | 1972–     | مختص في علم الروبوتات                             | | [ 112 ]                                                                          |
| جون ماكورث               | 1965–     | عالم لغة                                          | متخصص في دراسة اللغات المولدة |                                                                                  |
| بنجامين مونجوميري        | 1819–1877 | مخترع                                             | اخترع مروحة تعمل بالبخار لإمداد القوارب بقوة الدفع في المياه الضحلة |                                                                                  |
| ويلي هوبز مور            | 1934–1994 | فيزيائية                                          | أول امرأة أمريكية من أصول إفريقية تحصل على درجة الدكتوراه في الفيزياء من جامعة ميتشيغين | [ 113 ]                                                                          |
| توماس مينساه             | 1950-     | مخترع                                             | |                                                                                  |
| مورفي نميزي              | 1955–     | فيزيائي                                           | متخصص في تحليل المسار ونمذجة المعادلة الهيكلية |                                                                                  |
| جيرومي نيرياجو           | 1944–     | جيوكيميائي                                        | يدري المعادن السامة في البيئة، طرح فكرة انتشارة التسمم كسبب لانهيار الإمبراطورية الرومانية |                                                                                  |
| جون أوزو أوجبو           | 1939–2003 | عالم انسان                                        | الدراسات العرقية في التعليم والاقتصاد | [ 114 ] [ 115 ]                                                                  |
| كونل ألوكوتون            | 19xx–     | عالم حاسوب                                        | باحث في المعالجات متعددة النواة |                                                                                  |
| سوني أويكان              | 1946–     | مهندس كيميائي                                     | اختراعات في مجال تكرير النفط |                                                                                  |
| هيلدرس بوينديكستير       | 1901–1987 | عالم جراثيم، عالم وبائيات                         | اختص في الأمراض المدارية وخصوصًا الملاريا |                                                                                  |
| أرلي بيتيرس              | 1964–     | فيزيائي                                           | اختص في الفيزياء الرياضية الخاصة بعدسة الجاذبية |                                                                                  |
| لويد ألبيرت كوارترمان    | 1918–1982 | عالم، كيميائي                                     | عمل مع أينيشتاين وإينريكو فيرمي في مشروع مانهاتن |                                                                                  |
| إيرل رينفرو              | 1907–2000 | مختص بتقويم الاسنان                               | | [ 116 ] [ 117 ]                                                                  |
| نوربيرت ريلويكس          | 1806–1894 | مخترع، مهندس                                      | مخترع المُبخر متعدد التأثير | [ 118 ]                                                                          |
| لارس روبونسن             | 1957–     | كيميائي بيئي                                      | قام بالتحقيق في إمكانية تسمم زكاري تايلور- الرئيس الثاني عشر للولايات المتحدة الأمريكية - بالزرنيخ |                                                                                  |
| جيسي روزيل               | 1948–     | مخترع، مهندس                                      | مهندس اتصالات لاسلكية |                                                                                  |
| وولتر سامونس             | 1890–1973 | مخترع                                             | حصل علي براءة اختراع | [ 119 ]                                                                          |
| توماس سويل               | 1930–     | عالم إقتصاد، عالم اجتماع                          | اقتصادي وفيلسوف سياسي | [ 120 ] [ 121 ] [ 122 ] [ 123 ]                                                  |
| كلاود ستيلي              | 1946–     | طبيب نفساني ، عالم اجتماع                         | اختص بدراسة تهديد الصورة النمطية |                                                                                  |
| لي ستيف                  | 1941–     | عالم رياضيات                                      | رئيس المجلس الوطني لمعلمي الرياضيات 2000-2002 | [ 124 ]                                                                          |
| ويندو شنايدر             | 1976–     | مهندسة كمبيوتر                                    | مهندس أمان في مايكروسوفت وأبل وموزيلا |                                                                                  |
| لويس تيمبل               | 1800–1854 | مخترع وحداد                                       | مخترع تبديل رأس الحربة في صيد الحيتان | [ 125 ]                                                                          |
| فيفيان توماس             | 1910–1985 | تقني جراحي                                        | علاج متلازمة الزرقاء في الأطفال | [ 126 ] [ 127 ] [ 128 ]                                                          |
| تشارليز هنري تيرنر       | 1867–1923 | عالمة حيوان                                       | أول من أثبتت أن الحشرات تسمع وتُميز الخطوات، وأن الصراصير يمكنها التعلم بالتكرار والخطأ وأن نحل العسل يري الألوان، وأول امرأة أمريكية أفريقية تحصل علي الدكتوراة من جامعة شيكاغو | [ 129 ]                                                                          |
| برينديت تاير             | 19xx–     | كيميائي حيوي [بحاجة لمصدر]                        | مدير البرامج في المعهد الوطني لالتهاب المفاصل والعضلات والعظام والأمراض الجلدية. |                                                                                  |
| نيل تايسون               | 1958–     | عالم فلك                                          | الباحث ومُحاضر معروف في علم الفلك والعلوم | [ 130 ] [ 131 ] [ 132 ]                                                          |
| آرثر ووكر                | 1936–2001 | عالم فلك                                          | طور من خاصية التيلسيكوب بحيث اصبح لديه القدرة علي تصوير الهالة الشمسية | [ 133 ] [ 134 ] [ 135 ]                                                          |
| سارة بريدلوف (مدام ووكر) | 1867–1919 | مخترعة[بحاجة لمصدر]                               | اخترعت مستحضرات تجميل |                                                                                  |
| وارين واشنطون            | 1936–     | عالم أرصاد                                        | الرئيس السابق للمجلس الوطني للعلوم | [ 136 ] [ 137 ] [ 138 ] [ 139 ]                                                  |
| جيمس إدوارد ماسيو وست    | 1931–     | عالم الصوت، مخترع                                 | قام بالاشتراك في تطوير الرقائق المعدنية للميكروفون | [ 140 ] [ 141 ] [ 142 ]                                                          |
| إيرنيست ويلكينز          | 1923–2011 | عالم رياضيات، مهندس، عالم نووي                    | إلتحق بجامعة شيكاغو في الثالثة عشر وحصل علي الدكتوراة في التاسعة عشر وعمل في مشروع مانهاتن النووي، وكتب أكثر من 100 ورقة بحثية | [ 143 ] [ 144 ] [ 145 ]                                                          |
| دانيال ويليامز           | 1856–1931 | جراح                                              | أجرى أول عملية قلب مفتوح ناجحة في الولايات المتحدة | [ 146 ]                                                                          |
| سكوت ويليامز             | 1943–     | عالم رياضيات                                      | |                                                                                  |
| ووالتر ويلياميز          | 1936–     | عالم اقتصاد، عالم اجتماع                          | | [ 147 ] [ 148 ] [ 149 ]                                                          |
| جرانفيل وودز             | 1856–1910 | مخترع                                             | اخترع تيليغراف السكة الحديد متعدد الاستخدام | [ 150 ]                                                                          |
| جين رايت                 | 1919–2013 | باحثة وجراحة في الأورام                           | تُعرف بمساهماتها في العلاج الكيميائي ولريادتها لاستخدام دواء الميثوتريكسيت لعلاج سرطان الثدي وسرطان الجلد |                                                                                  |
| لويس رايت                | 1891–1952 | جراح                                              | قاد فريق طبي استخدم الأوريومايسين كعلاج علي البشر لأول مرة | [ 151 ] [ 152 ] [ 153 ]                                                          |
| روجر يونج                | 1899–1964 | عالمة حيوان                                       | أول أمرأة أمريكية أفريقية تحصل علي الدكتوراة في علم الحيوان | [ 154 ] [ 155 ]                                                                  |

## روابط خارجية
- The Faces of Science: African Americans in the Sciences
- The Black Inventor Online Museum
- LittleAfrica.com website